# 1274
- Wikisource

| Calendário gregoriano                                                        | 1274 MCCLXXIV                                         |
| Ab urbe condita                                                              | 2027                                                  |
| Calendário arménio                                                           | 723 – 724                                             |
| Calendário bahá'í                                                            | -570 – -569                                           |
| Calendário budista                                                           | 1818                                                  |
| Calendário chinês                                                            | 3970 – 3971 Início a 9 de fevereiro (aproximadamente) |
| Calendário copta                                                             | 990 – 991                                             |
| Calendário etíope                                                            | 1266 – 1267                                           |
| Calendários hindus - Vikram Samvat - Calendário nacional indiano - Cáli Iuga | 1329 – 1330 1195 – 1196 4374 – 4375                   |
| Calendário Holoceno                                                          | 11274                                                 |
| Calendário islâmico                                                          | 672 – 673                                             |
| Calendário judaico                                                           | 5034 – 5035                                           |
| Calendário persa                                                             | 652 – 653                                             |
| Calendário rúnico                                                            | 1524                                                  |
| Calendário solar tailandês                                                   | 1817                                                  |

1274 (MCCLXXIV, na numeração romana) foi um ano comum do século XIII do Calendário Juliano, da Era de Cristo, e a sua letra dominical foi G (52 semanas), teve início numa segunda-feira e terminou também numa segunda-feira.
No reino de Portugal estava em vigor a Era de César que já contava 1312 anos.

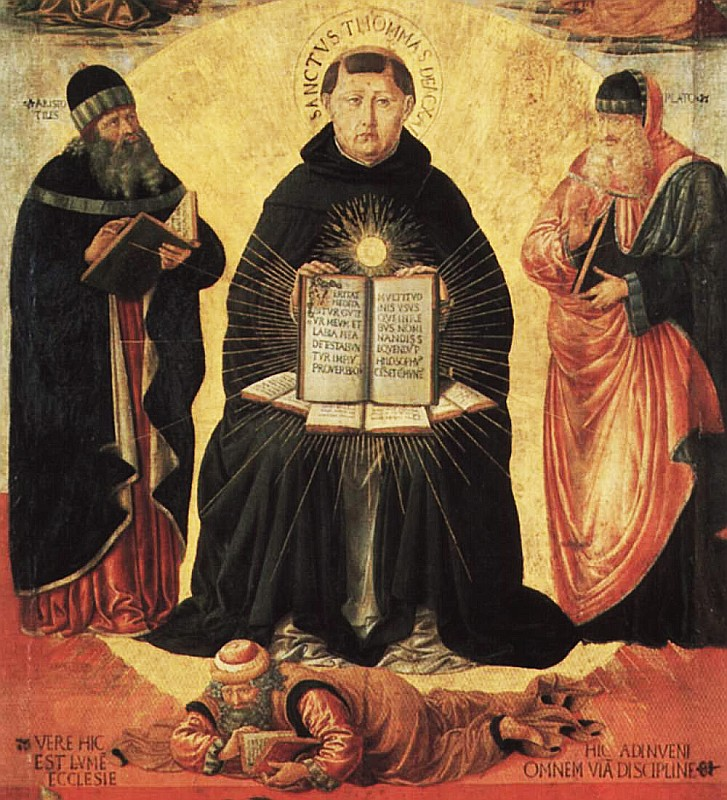
Tomás de Aquino acompanhado de Platão e de Aristóteles, triunfa sobre Averróis. Pintura de Benozzo Gozzoli, segunda metade do século XV. Museu do Louvre.

| Ano completo                         |
| ------------------------------------ |
| Ano comum com início à segunda-feira |

## Eventos
- 7 de Maio a 17 de Julho - O segundo concílio de Lyon foi o décimo quarto concílio ecumênico da Igreja católica. Proporcionou uma união com a Igreja Grega, embora de curta duração; definiu as regras para eleição do Papa; promoveu uma Cruzada para libertar Jerusalém.
- Primeiro ataque mongol contra o Japão.

## Mortes
- 7 de Março - Tomás de Aquino, filósofo e teólogo italiano (n. 1227).
- Fernão Anes de Portocarreiro, foi Deão de Braga.